# 結城昌子
結城 昌子（ゆうき まさこ）は、日本のアートディレクター、絵本作家、エッセイスト。
日本文芸家協会会員、日本ペンクラブ会員。企画・編集・デザイン会社アトリエ・シーレ代表。

## 来歴
東京都出身。武蔵野美術大学卒業。
1970年代から1980年代、エディトリアルデザインの仕事のかたわら油彩画を描き、美術館を歩くのを趣味とした。その経験を活かし、1993年『ゴッホの絵本』『モネの絵本』『ピカソの絵本』を企画・構成・執筆。子ども、大人を対象にしたアートのナビゲーターとしての活動を開始。一著作家としての立場で名画を楽しむための執筆、本づくり、講演などを続ける。
ほかに日本および欧米の美術館紹介、名画ゆかりの土地を訪ねる紀行エッセイを新聞、雑誌等に寄稿。
2005年に『原寸美術館・画家の手もとに迫る』を発表。小学生向け新聞紙上で、子どもたちが名画に挑戦する趣向の『遊んでアーティスト』を長期連載している。
近年は日本美術の過去の名品を画材や手法から眺めるという雑誌連載や、NHKラジオ深夜便で「美術」教養講座を担当するなどして独自の鑑賞法を伝えている。

## 受賞
- 第47回 小学館児童出版文化賞
- 第48回 産経児童出版文化賞 フジテレビ賞
- 第50回 久留島武彦文化賞

## 著作

### 子ども向け
- 『ゴッホの絵本 うずまきぐるぐる』（小学館）
- 『モネの絵本 太陽とおいかけっこ』（小学館）
- 『ピカソの絵本 あっちむいてホイッ!』（小学館）
- 『ルノワールの絵本 ないしょかな?』（小学館）
- 『ルソーの絵本 夢の宝さがし』（小学館）
- 『スーラの絵本 もっと近づいて』（小学館）
- 『シャガールの絵本 空にふわり』（小学館）
- 『ゴーギャンの絵本 はだしになって』（小学館）
- 『クレーの絵本 どっちが主役?』（小学館）
- 『マティスの絵本 泊まってみたいな』（小学館）
- 『ローランサンの絵本 忘れないよ』（小学館）
- 『モディリアニの絵本 あえてよかった』（小学館）
- 『ミロの絵本 うっかり地球へ』（小学館）
- 『ひらめき美術館』第1館 - 第3館（小学館）
- 『古代ギリシャのいいこと図鑑』（小学館）
- 『古代エジプト よみがえりのヒミツ』（小学館）
- 『遊んでアーティスト』1 - 2（朝日学生新聞社）

### 一般向け
- 『夢ならさめないで』（小学館）
- 『フィレンツェ2泊3日 ルネサンスな街歩き』（東京書籍）
- 『原寸美術館 画家の手もとに迫る』（小学館）
- 『名画はあそんでくれる』（二玄社）
- 『ピカソ 描かれた恋』（小学館）

## 翻訳（監訳も含む）
- 『みどりのなかのジュール』（ジェローム・リュイエ、小学館）
- 『紙の町のおはなし』（クヴィエタ・パツォウスカー、小学館、ちひろ美術館コレクション絵本 2）
- 『見てごらん! 名画だよ』（西村書店）
- 『プリミティブアートってなぁに?』（マリー・セリエ、西村書店）
- 『ゴッホ 風がはこんだ色彩』（キアーラ・ロッサーニ、西村書店）
- 『モナ・リザをぬすんだのはだれ?』（ルーシー・ナップ、岩波書店）
- 『だれでもアーティスト』（岩波書店）